# Dionysiaka

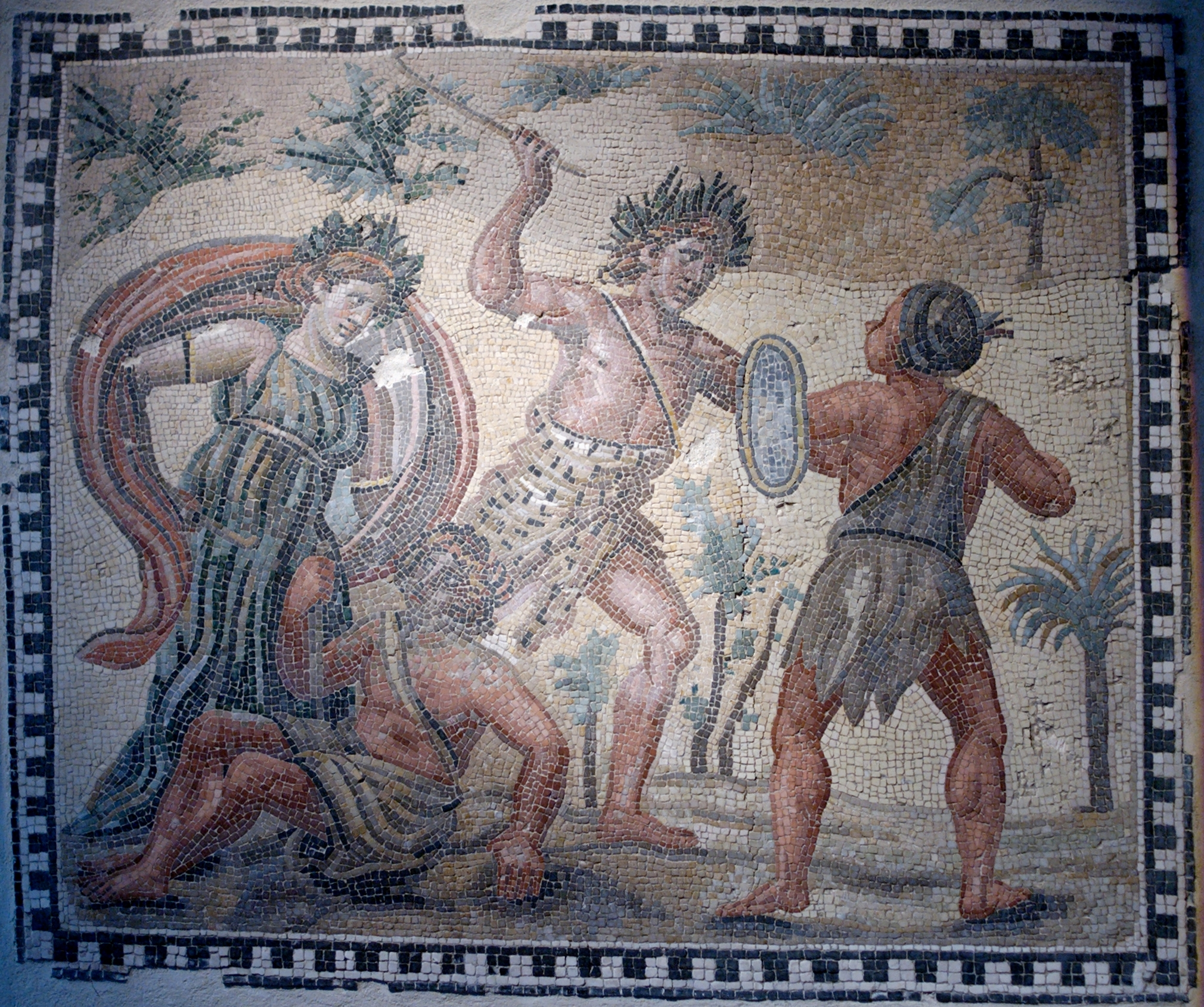
Dionysos i strid mot indier på en romersk mosaik från första halvan av 300-talet e.Kr.

Dionysiaka (Διονυσιακά) är ett epos av den grekiske författaren Nonnos, skrivet i slutet av 300-talet eller början av 400-talet efter Kristus. Det berättar om guden Dionysos' liv, i synnerhet hans resa till Indien och tillbaka, med många myter och förvecklingar längs vägen. Eposet är skrivet på daktylisk hexameter och homerisk dialekt. Med 20 426 verser uppdelade i 48 böcker är Dionysiaka det längsta bevarade eposet från hela antiken, lika långt som Iliaden och Odysséen tillsammans.
Eposet var mycket populärt under senantiken, men fick därefter förhållandevis låg status. Det betraktades länge som en blek, lätt förkonstlad och alltför monoton imitation av äldre grekisk epik. Dess förtjänster ansågs främst vara dess religionshistoriska upplysningar och sättet det kastade ljus på en del äldre, och bättre, diktares verk som bara finns bevarade i fragment. Sedan 1970-talet har ett antal forskare försökt att återupprätta verkets status. En person som drev på detta var den franske språk- och litteraturprofessorn Francis Vian, som 1976 började ge ut en kommenterad utgåva i 18 band. Detta arbete bidrog till att förnya intresset inte bara för Dionysiaka utan även för senantikens litteratur i allmänhet.